# 小行星8303
小行星8303（英語：8303 Miyaji）是一颗围绕太阳公转的小行星。1995年2月9日，小林隆男在大泉町发现了此天体。
这颗小行星的绝对星等为64.99499等。